# Cantón Central de Liberia
Cantón Central de Liberia är en kanton i Costa Rica.   Den ligger i provinsen Guanacaste, i den nordvästra delen av landet, 180 km nordväst om huvudstaden San José.